# Ольгимонт Гольшанський
Ольгимонт Гольшанський (лит. *Algimuntas, Algimantas Alšėniškis; рус. Олгимонтъ, Олкимонт, Овгимонт) — литовський князь XIV століття, родоначальник Гольшанських. За характеристикою історика Олега Ліцкевича, був зрущеним балтом.  

## Життєпис
Певно, саме він є тим «великим вельможею», згаданим у хроніці Германа Вартберзького, чий «двір» понад рікою Невяжею в Орвістовській землі сплюндрували було лівонські війська наприкінці серпня 1371 року (deinde Nevese flumen descendendo ab utraque parte usque ad curiam Algeminnen in terra Arvisten, ubi Algeminne, magnus satrapa, suam habitacionem elegit). Збіг назви обійстя з іменем власника може свідчити про його вотчинний характер, а розташування біля Трок — про орієнтацію Ольгимонта на князя Кейстута. А втім, центр володінь нобіля відповідно до тевтонських Вегеберіхтів становили все-таки Гольшани (Von dannen in Ongemundes hoﬀ Galschan ij mile rum weg). На думку медієвіста Генрика Пашкевича, однією із його посілостей були Augmontiski, звідки 1458 р. прибув на навчання до Кракова якийсь Nicolaus Minczikonis з оплатою одного гроша.
1383 р. Ольгимонт (Angemunt) у почті великого князя Ягайла брав участь у переговорах з послами великого магістра, в кінці 1384 разом із Скиргайлом і, ймовірно, Борисом Коріатовичем (Sgergelo, Olgemont et Borizszo duces) їздив до Кракова, де 18 січня 1385 од імені великого князя попросив руки королеви Ядвіги. На початку 1389 укупі з Братошею навідав Новгород, аби вести переговори щодо прийняття «на городки» кн. Лугвена Ольгердовича — брата Ягайла. Свого часу Юзеф Вольф, а слідом й інші дослідники, віднесли ці згадки до його сина Івана, котрий нібито назвавсь поганським йменням батька. Одначе немає підстав сумніватись в особистій участі Ольгимонта. 
Надалі він зринає серед поручителів за боярина Братошу Койлутовича (1387–93) й кн. Івана Жедивіда Ходоровича (1393). Помер не пізніше кінця 1394, коли Іван Ольгимонтович дістав київське намісництво од Вітовта. За припущенням Юзефа Пузини, в Ольгимонта, котрого той ототожнює з литовським князем Гамантом із Никонівського літопису, була дочка Олена, що вийшла заміж за кн. Андріяна Титовича Звенигородського. 
В легендарній частині Хроніки Биховця, що склалась у колах, безпосередньо пов'язаних із родиною Гольшанських, згадується міфічний великий князь гольшанський Ольгимонт Міндовгович, якого Гедимін нібито призначив управляти Києвом, Переяславлем й усіма околичними пригородками. Ці події датовані початком 1320-их років, тим часом як літописи XIV століття подають князем київським під 1331 р. неякогось Федора. 
У пом'яникові Києво-Печерської лаври (кінець XV — початку XVI ст.) подибується згадка про кн. Ольгимонта, «нареченного в святом крещении Михаила, а в иноцех Евфимия», однак вона лічиться ненадійною. Згідно з інвентарем коронного архіву Яна Замойського, він користавсь печаткою у вигляді хреста над брамою (crux cum arca). 